# Kahului
Kahului é uma Região censo-designada localizada no estado americano de Havaí, no Condado de Maui.

## Demografia
Segundo o censo americano de 2000, a sua população era de 20.146 habitantes.

## Geografia
De acordo com o United States Census Bureau tem uma área de
42,3 km², dos quais 39,3 km² cobertos por terra e 3,0 km² cobertos por água.

## Localidades na vizinhança
O diagrama seguinte representa as localidades num raio de 16 km ao redor de Kahului.